# Johann Cilenšek
Johann Cilenšek (ur. 4 grudnia 1913 w Großdubrau, zm. 14 grudnia 1998 w Erfurcie) – niemiecki kompozytor.

## Życiorys
Syn wytwórcy porcelany. Ukończył szkołę średnią w Budziszynie. W latach 1935–1939 studiował w konserwatorium w Lipsku, gdzie jego nauczycielami byli Johann Nepomuk David (kompozycja) i Friedrich Högner (organy). W 1937 roku wstąpił do NSDAP. Podczas II wojny światowej pracował przymusowo jako szlifierz i tokarz.
Od 1945 roku członek KPD, następnie SED. W latach 1945–1947 wykładowca kompozycji w Thüringer Landeskonservatorium w Erfurcie. Od 1947 do 1978 roku profesor Hochschule für Musik Franz Liszt w Weimarze, w latach 1966–1972 był także rektorem tej uczelni. Od 1961 roku członek wschodnioniemieckiej Akademie der Künste. W 1955, 1970 i 1978 roku otrzymał Nagrodę Państwową NRD. Odznaczony brązowym (1969), srebrnym (1980) i złotym (1983) Orderem Zasługi dla Ojczyzny.

## Twórczość
Uprawiał głównie twórczość orkiestrową. W swojej muzyce rozwijał kontrapunktyczno-polifoniczne tradycje muzyki niemieckiej. Twórczość Cilenšeka cechuje się rozszerzoną tonalnością i indywidualnie kształtowaną rytmiką.
Skomponował m.in. 5 symfonii (I 1954, II 1956, III 1957, IV na orkiestrę smyczkową 1958, V Konzertante Sinfonie 1959), Sinfoniettę (1963), Uwerturę symfoniczną (1963), 2 koncerty fortepianowe (1950, 1965), koncert na organy i orkiestrę smyczkową (1951), koncert wiolonczelowy (1952), koncert skrzypcowy (1953), Konzertstücke: na fortepian i orkiestrę (1966), na skrzypce i orkiestrę (1974), na altówkę i orkiestrę (1977), na flet i orkiestrę (1979), Mosaik na 13 instrumentów smyczkowych lub na wielką orkiestrę smyczkową (1973), Kwintet dęty (1975), Trio fortepianowe (1979), 5 Liebeslieder na alt lub baryton i fortepian (1953), a także utwory kameralne: sonatę na skrzypce i fortepian (1948), sonatę na flet, skrzypce i altówkę (1949), sonatę na flet i gitarę (1950), sonatę fortepianową (1951), sonatę na obój i fortepian (1960).